# Who Built the Moon?
Who Built The Moon är Noel Gallagher's High Flying Birds tredje album och släpptes 24 november 2017.

## Låtlista
| Nr  | Titel                                               | Längd |
| --- | --------------------------------------------------- | ----- |
| 1.  | Fort Knox                                           | 3:58  |
| 2.  | Holy Mountain                                       | 3:55  |
| 3.  | Keep On Reaching                                    | 3:25  |
| 4.  | It's A Beautiful World                              | 5:17  |
| 5.  | She Taught Me How To Fly                            | 5:02  |
| 6.  | Be Careful What You Wish For                        | 5:40  |
| 7.  | Black & White Sunshine                              | 3:42  |
| 8.  | Interlude (Wednesday Part 1)                        | 2:10  |
| 9.  | If Love Is The Law                                  | 3:25  |
| 10. | The Man Who Built The Moon                          | 4:28  |
| 11. | End Credits (Wednesday Part 2)                      | 2:27  |
| 12. | Dead In The Water (Live at RTÉ 2FM Studios, Dublin) | 5:22  |